# عبد الله الدرقاوي
عبد الله الدرقاوي رسام كاريكاتير مغربي، من مواليد مدينة مشرع بلقصيري سنة 1970.
نشر الدرقاوي أولى رسوماته بجريدة أنوال اليومية سنة 1993، ثم أقام عدة معارض فردية بمدينة الدار البيضاء والرباط ومدن أخرى بالمغرب وبالخارج.

## الجوائز
- الجائزة الثانية لمسابقة ناجى العلي للكاريكاتير بلندن سنة 1993.

- الجائزة الأولى لمسابقة الكاريكاتير حول موضوع العولمة والمعلوميات بالصالون الفرنسي للمعلوماتية سنة 2005.

- الجائزة الأولى لمسابقة «الهولوكوست» بإيران سنة 2006.

- جائزة «جلال الرفاعي للكاريكاتير» في ملتقى الإعلاميين الشباب بالأردن سنة 2012.

- جائزة ملتقى الإعلاميين الشباب العرب سنة 2013.[2]

## روابط خارجية
- عبد الله الدرقاوي على موقع africacartoons.com

لم يتم العثور على روابط لمواقع التواصل الاجتماعي.